# Giuseppe De Cristoforis

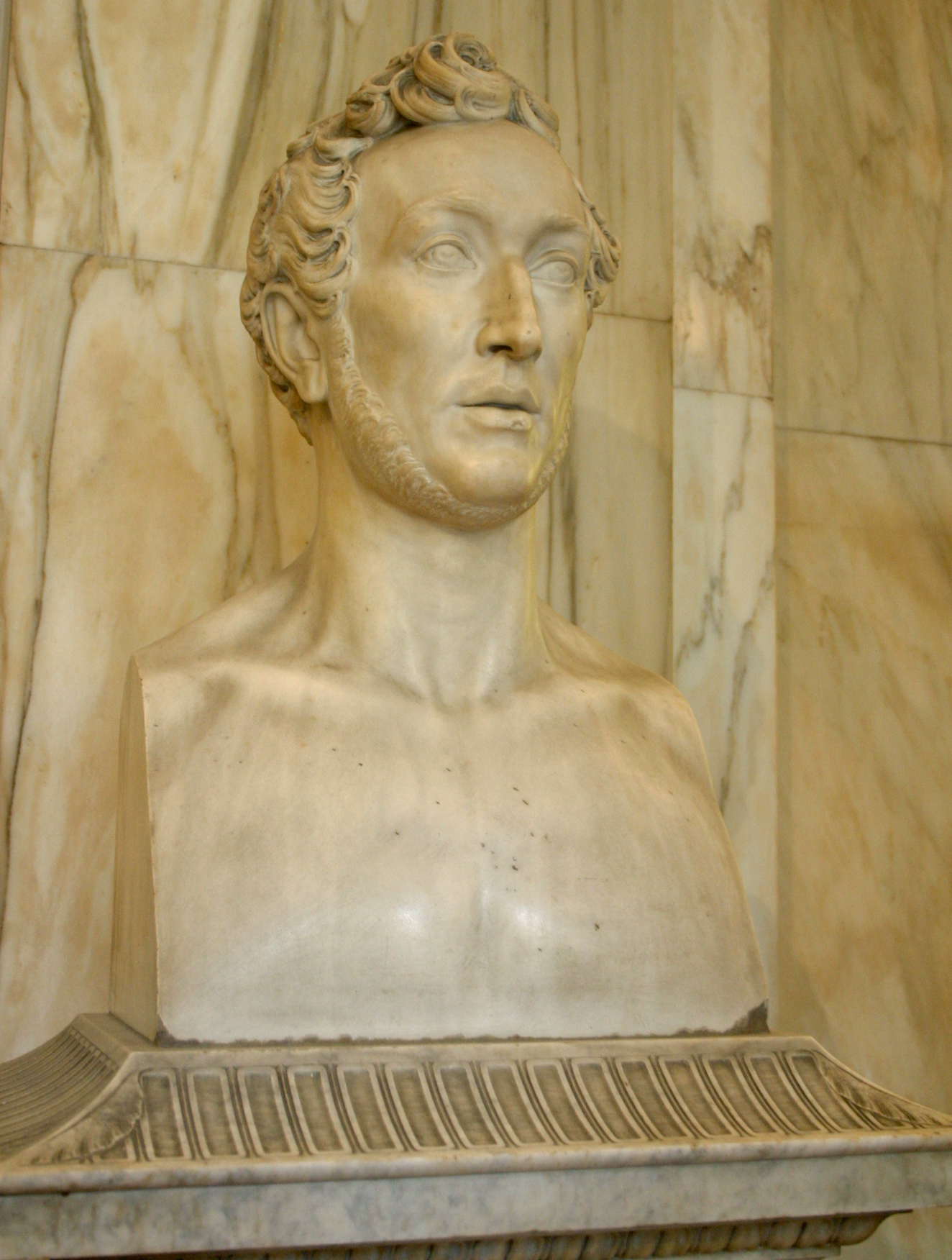
Büste von Giuseppe De Cristoforis im naturhistorischen Museum Mailands

Giuseppe De Cristoforis oder De Cristofori (* 11. Oktober 1803 in Mailand; † 27. Dezember 1837 ebenda) war ein italienischer Naturforscher und Sammler.
Giuseppe De Cristoforis  gehörte dem milanesischen Adel an. Er studierte in Volterra und entwickelte so seine Neigung zur Naturkunde.
Aus der 1823 geschlossenen Ehe gingen zwei Töchter hervor, 1831 verstarb seine Frau. In diesem Jahr lernte er den an der Universität Parma lehrenden österreichischen Botaniker Georg Jan kennen.
Im Sommer 1831 erwarb er dessen naturkundliche Sammlung und vereinte sie mit seiner eigenen; so bildete er in seinem Haus den Kern des späteren naturhistorischen Museums (Museo Civico di Storia Naturale di Milano).
Er vermachte schließlich seine Sammlung der Stadt Mailand unter der Bedingung, dafür ein Museum einzurichten und Giorgio Jan mit dessen Leitung zu betrauen.
Nach einigen Tagen Krankheit starb er im Alter von 34 Jahren.
Die Molluskensammlung von De Cristofori und Jan in Milano wurde im Zweiten Weltkrieg zerstört.